# أبلسة
ابلسة هي إحدى بلديات ولاية تمنراست عاصمة لدائرة أبلسة. تبعد عن مقر ولاية تمنراست حوالي 80 كلم.
تعتبر بلدية ابلسة من أهم البلديات بمنطقة الأهقار. تشتهر بتراث ومناطق سياحية فريدة. وتعرف برقصة الأصارة التي يكون فيها الرقص بالعصي حيث يكون مجموعة من الشباب خاصة دائرة يكون مركزها افراد يحملون الطبل. كما نجد رقصة التزنغرات والجاقمي، وتتميز أيضا بضريح الملكة تين هنان التي تعود إلى القرن الرابع ميلادي، وجبل اهرهي وجبل تامزاك ووادي انديد.

## أعلام
- تينهنان